# 将台駅
将台駅（しょうだいえき）は中華人民共和国北京市朝陽区将台地区に位置する、北京地下鉄14号線の駅。

## 歴史
- 2014年12月28日 - 開業。

## 駅構造
酒仙橋路の真下に位置し、南北方向に伸びている地下駅。地下2階が改札階、地下3階がホーム階である。

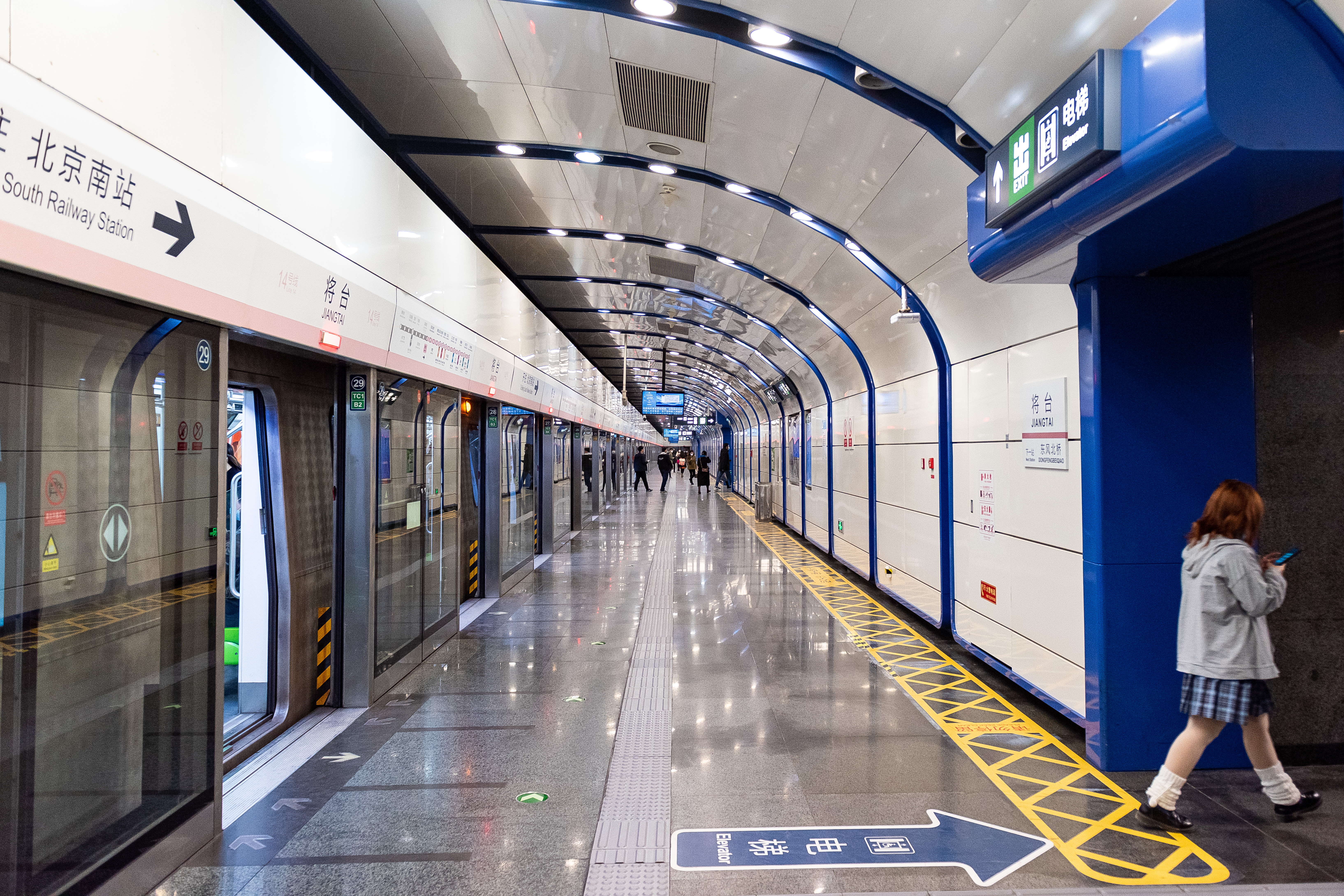
プラットホーム

ホームは相対式2面2線を有しており、ホームドアを装備している。善各荘方面側ホームの北側階段付近にトイレが設けられている。
改札口は北側と南側の2箇所に分かれている。出口はA〜Cの3箇所あり、北側改札口はA・B出口、南側改札口はC出口に繋がっている。

### のりば
両路線ともに案内上ののりば番号は設定されていない。
| 南西方向 | 14号線 | 大望路・十里河・北京南駅方面 |
| 北東方向 | 14号線 | 望京南・望京・善各荘方面     |

## 利用状況
2017年5月1日には4万人の利用客があった。
京港地下鉄運営によると、祝日は14号線の駅の中でも上位レベルの利用客数になる。

## 駅周辺
- 大型商業施設『頤堤港（インディゴ）（中国語版）』
- 頤堤港公園
- ロッテマート
- 北京市電気工程学校
- 将台路小学
- 北京和睦家医院
- 清華大学附属中学（中国語版）（将台路キャンパス）
- 北京信息総業技術学院
- 四得公園
- 北京日本人学校

## 隣の駅
北京地下鉄
 14号線
東風北橋駅 - 将台駅 - 望京南駅